# 祝维浩
祝维浩（1697年－？），《清史稿》作祝維誥，字宣臣，号豫堂，籍贯浙江秀水，海宁（均属今浙江省嘉兴市）人。清朝诗人。

## 生平
乾隆三年（1738年），考中举人，官至内阁典籍，曾入淳慎郡王弘暻 (淳慎郡王)幕府。祝维浩是秀水派（秀水诗派）的重要代表诗人之一，生前与万光泰、王又曾齐名。祝维浩子亦是诗人，并也考中举人。

## 著作
- 《缘溪诗稿》四卷，包括名篇《缝穷叹》、《泼水谣》、《春米行》、《夜纺绩》、《卖浆行》、《卖菜谣》等乐府组诗。[1]